# Болонкин, Александр Александрович
Алекса́ндр Алекса́ндрович Боло́нкин (14 марта 1933, Пермь, Уральская область — 20 декабря 2020) — советский инженер-конструктор, математик, доктор технических наук (не был утверждён ВАКом), арестован за распространение самиздата, провёл в заключении и ссылке 15 лет, эмигрировал в США, работал в подразделении NASA, читал лекции в различных американских университетах.

## Биография
Родился 14 марта 1933 года в городе Перми. Его мать Ольга Дмитриевна, урождённая Верёвкина (1894—?) первым браком была замужем за Василием Болонкиным, с ним у неё родилась дочь Анна (1919—?). Брак с отцом Александра, Александром Васильевым, не был зарегистрирован, поэтому он носил фамилию первого мужа матери. Своего отца А. А. Болонкин не знал, тот был военным и погиб, когда Александр был совсем мал. Мать работала уборщицей, семья жила очень трудно.

### Научная карьера в СССР
Во время учёбы в школе увлекался авиамоделизмом. В 1958 году окончил Казанский авиационный институт и был направлен на работу в Опытно-конструкторское бюро О. К. Антонова в Киев. Закончил работать там в должности ведущего инженера-расчетчика лётных данных. Участвовал в создании самолетов Ан-8, Ан-12 и других. Окончил заочно механико-математический факультет Киевского университета, затем учился в заочной аспирантуре Московского авиационного института.
В 1962 году опубликовал в издательстве ДОСААФ научно-популярную книгу по авиамоделированию «Теория полета летающих моделей».
В 1964 году под руководством И. В. Остославского успешно защитил диссертацию на соискание степени кандидата физико-математических наук. Перешёл на работу в Опытно-конструкторское бюро ракетных двигателей академика В. П. Глушко. Преподавал в Московском авиационном институте, Московском авиационном технологическом институте, МВТУ им. Баумана. Автор ряда научных публикаций, в том числе «Принцип расширения и условия Якоби вариационного исчисления» («Доклады АН УССР», 1964), «О разрешимости краевых задач оптимального управления» («Труды Академии им. Н. Е. Жуковского», 1966), «Импульсные решения в задачах оптимального управления» («Труды Сибирского отделения АН ССР», 1967).
16 ноября 1971 года защитил диссертацию на соискание степени доктора технических наук (тема «Новые методы оптимизации и их применение в задачах динамики управляемых систем»), она так и не была утверждена ВАКом. В 1972 году работал доцентом кафедры высшей математики МАТИ.

### Диссидентство

#### Первый арест, следствие и суд
В 1970 году Болонкин познакомился с Юрием Юхновцем, начал читать самиздатскую литературу и заниматься размножением изданных за границей книг. Для этого сначала использовалось простое перефотографирование, а затем был сконструирован и собран домашний множительный аппарат. Болонкин и его окружение копировали и распространяли «Хронику текущих событий», журнал «Демократ», книги А. Марченко, А. Амальрика, листовки за подписью «Гражданский комитет». Они самостоятельно перевели и размножили первые две главы книги Роберта Конквеста «Великий террор». По воспоминаниям В. А. Шаклеина, организация имела название «Просветительское общество». При приёме будущие члены должны были согласиться с 8 принципами его существования. Особое значение для развития общества и расширения его деятельности имело изобретение Болонкиным в 1970 году множительного приспособления с «восковками». Оно позволяло размножать до 150 экземпляров документов «за один день». За 5 лет существования с 1967 по 1972 гг. Общество размножило и разослало «чемоданами и рюкзаками», по неполной информации КГБ, около 264 самиздатовских документов примерно в 12-15 городов СССР, в том числе в Ленинград, Ижевск, Чусовой, Липецк, Майкоп, Киев, Иваново, Кострому, Нарву, Краснодар и другие города.
В конце 1972 и начале 1973 годов были арестованы 8 членов общества. Аресты начались с 27 августа, в этот день проведён обыск и арестован Юрий Юхновец. 21 сентября 1972 года арестован Болонкин, на следующий день арестован преподаватель Московского металлургического техникума Валерий Иванович Балакирев и Георгий Давыдов. 25 сентября арестованы Сергей Заря и В. Рыбалко, 28 сентября — Владимир Шаклеин и 5 февраля 1973 года — Вячеслав Петров в Ленинграде. Дело этой группы вёл следователь УКГБ по Москве и Московской области А. В. Трофимов. Болонкин во время следствия находился в Лефортовской тюрьме.
Не позднее октября 1972 года Юрий Юхновец начал давать признательные показания, по его показаниям проведён обыск и допрошен бывший политзаключённый Виктор Кузнецов. В январе 1973 году из арестованных по делу этой группы освобождён Сергей Заря. В мае 1973 года освобождён Юрий Юхновец, при этом признан в рамках этого дела невменяемым, но дееспособным (то есть он не может нести за свои действия уголовной ответственности, но может давать свидетельские показания).
Дело Г. В. Давыдова и В. В. Петрова было выделено в особое производство, их судили по ст. 70 часть 1 УК РСФСР 10-16 июля 1973 года в Ленинграде на коллегии Ленгорсуда под председательством судьи Карлова. 16 июля в зал суда был доставлен А. А. Болонкин. Он отказался от показаний, данных им на предварительном следствии под давлением («Все, что угодно, подпишешь, когда тебя шантажируют»), но признал, что неоднократно передавал Давыдову от «москвичей» и «москвичам» от него папки, содержание которых, однако, ему было неизвестно: «Меня просили, я передал, что было внутри, не знаю. Я не КГБ и не делаю обыски в чужих вещах». Давыдову инкриминировалось распространение самиздатовской статьи Болонкина «Сравнение жизненного уровня трудящихся царской России, СССР и передовых капиталистических стран». По поводу этой работы Болонкин пояснил, что смысл её заключался в выборке достоверных статистических данных, взятых более чем из ста официальных источников. В итоге Давыдов был приговорён к 5 годам ИТЛ стогого режима свободы с последующей ссылкой на 2 года, Петров — к 3 годам ИТЛ строгого режима с последующей ссылкой на 2 года.
С 19 по 23 ноября в Мосгорсуде проходил процесс, на котором из всей группы по статье 70 УК РСФСР судили только двоих — Болонкина и Балакирева. Болонкин снова отказался от показаний о себе и своих знакомых, данных на предварительном следствии. На суде он виновным себя не признал и потребовал допустить в зал суда академика А. Д. Сахарова, который пришёл на суд, чтобы морально поддержать подсудимых. Валерий Балакирев осудил свою диссидентскую деятельность. Свидетельские показания на суде дали около 20 человек, в том числе арестованные по этому же делу, но выпущенные Юхновец и Заря. А. А. Болонкин был приговорён к 4 годам лишения свободы и 2 годам ссылки, а Балакирев — к 5 годам лишения свободы условно.
Высказывалось мнение, что процессы по делу «Просветительского общества» инициировали постановление ЦК КПСС от 5 июня 1974 года «О работе в Московском высшем техническом училище имени Н. Э. Баумана и Саратовском государственном университете имени Н. Г. Чернышевского по повышению идейно-теоретического уровня преподавания общественных наук».

#### Лагерь, ссылка и второй арест
Болонкин в феврале 1974 года этапирован в колонию строго режима для политических заключённых на станции Потьма в Мордовской АССР. Находился в лаготделении в посёлке Озёрный. Работал в пошивочном цеху, шил рукавицы. Переведён в лагерь в посёлке Лесном. Участвовал в протестах и голодовках заключенных. Переведён в штрафной изолятор (ШИЗО), затем помещение камерного типа (ПКТ).
В конце 1975 года переведён в колонию в посёлке Барашево. Находился в заключении во внутрилагерной тюрьме. Этапирован в Восточную Сибирь через Потьминскую, Челябинскую, Новосибирскую, Иркутскую и Улан-Удэнскую пересыльные тюрьмы.
В октябре 1976 года вышел из заключения, отправлен для отбывания ссылки в поселок Багдарин Бурятской АССР. Устроился разнорабочим к маркшейдеру в геологоразведочную партию, подрабатывал ремонтом бытовой техники. Переведён на работу грузчиком. Находясь в ссылке, продолжал заниматься изобретательством, например, по словам одного полковника МВД изобрёл счётчик расхода воды.
В марте 1977 года начал писать воспоминания «Обыкновенный коммунизм», тогда же устроился на работу мастером по ремонту электроприборов на быткомбинат. Работая в радиоремонтной мастерской и по договору с заказчиками, во внеслужебное время иногда производил ремонт радиоаппаратуры за отдельную плату. Эти действия послужили предлогом для обвинения в хищении государственного имущества.
20 апреля 1978 года, за 26 дней до конца двухлетней ссылки, Болонкина снова арестовали. 6 мая его в наручниках привезли на самолете из посёлка Багдарин в Улан-Удэ и поместили в камеру № 74 следственного изолятора № 2/1. Там в течение двух недель его ни разу не допросили, но 15 мая подследственный Решетников избил Болонкина, дав понять, что действует по заданию. 21 мая Болонкина снова этапировалии в Багдарин. 30 мая опять привезли в Улан-Удэ и поместили в ту же камеру. 2 июня находившийся в одной камере с Болонкиным заключенный Олейчик объявил, что начальник оперчасти дал ему спецзадание и наградил бутылкой водки. Напившись, Олейчик принялся избивать Болонкина, угрожая убийством и изнасилованием. Он требовал, чтобы Болонкин признал себя виновным и дал показания, которых от него добиваются следователи. 3 июня Болонкин написал заявление о преследованиях Генеральному прокурору. 23 июня к Генеральному Прокурору СССР с просьбой о вмешательстве обратился Ю. А. Шиханович. 26 июля из прокуратуры Бурятской АССР Шихановичу ответили, что «В действиях следователя Александрова Б. Ф. нарушений законности при расследовании уголовного дела в отношении Болонкина допущено не было, а факты преследования Болонкина сокамерниками не подтвердились».
4 августа народный суд Еравнинского района в посёлке Багдарин рассмотрел дело Болонкина, обвинявшегося по ст. 92 ч. 2 («Хищение государственного… имущества, совершенное путем присвоения… либо путем злоупотребления служебным положением»), ст. 147 ч. 2 («Мошенничество»), ст. 156 ч. 1 («Обман заказчиков») и ст. 175 («Должностной подлог») УК РСФСР. Болонкин на суде, как и на предварительном следствии, категорически отрицал свою вину. У него отобрали кодексы и выписки из дела. В ходе суда одна статья УК была переквалифицирована, другая — снята. Суд приговорил Болонкина по ст. 93 ч. 2 , ст. 147 ч. 2 и ст. 156 ч. 1 к 3 годам лагерей строгого режима и выплате 1340 «похищенных» рублей.
31 октября Болонкин доставлен в колонию в Иркутскую область, где должен был работать на лесоповале. Попал в лагерную больницу. В конце ноября его перевели в другой лагерь в посёлке Южный (в окрестностях Улан-Удэ), учреждение ОВ-94/2-Б.
В 1980 году, находясь в посёлке Южный Бурятской АССР, пустил в самиздат обращение «Ко всем людям доброй воли», а в 1981 оттуда же распространял «Памятку родственникам политзаключённых».

#### Угроза третьего срока
10 апреля 1981 года за десять дней до окончания второго срока Болонкину предъявили обвинение по ст. 70 ч. 2 УК РСФСР. 30 апреля в его защиту выступила Московская хельсинкская группа, приняв документ «Заключение Александра Болонкина становится бессрочным». 3 мая А. Д. Сахаров опубликовал «Обращение в защиту Александра Болонкина», адресованное математикам, коллегам Болонкина, по всему миру.
5 сентября 1981 по делу Болонкина прошли обыски в Москве у Ю. Шихановича, Н. Лисовской и А. Романовой. По словам самого А. А. Болонкина, в январе 1982 года сотрудники КГБ его поставили перед выбором «получить 15 лет или публично „раскаяться“».
7 апреля 1982 года Болонкин выступил с «покаянием» по телевидению. По словам анонимного информатора «Хроники текущих событий», текст выступления Болонкин получил за 5 минут до записи на телевидении и не мог там ничего поменять, в противном случае ему грозило 15 лет заключения. Тогда же от его имени в лагерной стенгазете была опубликована заметка с нападками на А. Д. Сахарова, которой раньше он даже не видел. В том же апреле в газете «Неделя» № 16 была опубликована статья о Болонкине «Прозрение» (авторы Л. Колосов и Д. Мещанинов).
8 февраля Верховный суд Бурятской АССР, рассмотрев очередное дело Болонкина по обвинению по ст. 70 ч. 2 УК РСФСР, приговорил его к 1 году лишения свободы (конец этого года — в апреле) и 5 годам ссылки. Ему предоставили комнату в Улан-Удэ (ул. Павлова, 70 кв. 11) и место старшего научного сотрудника в Восточно-Сибирском технологическом институте на кафедре вычислительной техники и в конструкторском бюро завода «Теплоприбор».
В 1985 году Болонкин заявил об отказе от телевизионного интервью, как данного под давлением КГБ, и выступил с требованием дать ему возможность эмигрировать из СССР. По его словам, им было получено несколько отказов, а КГБ начало фабрикацию нового дела.

### Эмиграция, работа в США
В 1988 году выехал в США в качестве политического беженца. В Соединенных Штатах он читал лекции в Технологическом институте в Нью-Джерси, Нью-Йоркском университете (NYU), Городском университете Нью-Йорка (CUNY) и других университетах и работал в NASA старшим научным сотрудником и в научных лабораториях ВВС США старшим научным сотрудником Национального исследовательского совета. Позднее он работал в Израиле главным научным сотрудником компании Strategic Solutions Technology Group.
Болонкин являлся членом совета директоров Международного космического агентства и председателем секции космических полетов.
Он также был членом консультативного совета Lifeboat Foundation и его совета по космическим поселениям. С 1990 года президент-основатель Международной ассоциации бывших советских политических заключенных и жертв коммунистического режима (IASPPV), он также являлся одним из создателей и сопредседателем совета директоров Американской русскоязычной правозащитной ассоциации (АРПА).. В июне 2012 г. после обысков и арестов ряда оппозиционеров в Москве совместно с Дмитрием Глинским обратился от имени АРПА к президенту США Бараку Обаме и госсекретарю Хиллари Клинтон с призывом «использовать все дипломатические средства … чтобы предупредить российские власти о последствиях их действий с точки зрения их статуса в сообществе наций.»
21 ноября 1990 года реабилитирован по приговору 23 ноября 1973, 22 марта 1991 — по приговору 8 февраля 1982, оба раза «за отсутствием состава преступления».

## Труды
- Bolonkin, Alexander. Non Rocket Space Launch and Flight. — Elsevier, 2005. — ISBN 978-0-08044-731-5.
- Bolonkin, Alexander. New Concepts, Ideas and Innovations in Aerospace, Technology and Human Sciences. — NOVA, 2006. — ISBN 978-1-60021-787-6.
- Bolonkin, Alexander. Femtotechnologies and Revolutionary Projects. — LAMBERT, 2011. — ISBN 978-3-8473-2229-0.
- Bolonkin, Alexander. Life and Science. — LAMBERT, 2011. — ISBN 978-3-8473-0839-3.
- Bolonkin, Alexander. Universe, Human Immortality and Future Human Evaluation. — Elsevier, 2010. — ISBN 978-0124158016.
- Bolonkin, Alexander and Richard Cathcart. Macro-Projects: Environments and Technologies. — NOVA, 2007. — ISBN 978-1-60456-998-8.
- Bolonkin, Alexander. Memories of Soviet Political Prisoner. — Publish America, 2010. — ISBN 978-1-4489-4414-9.
- Bolonkin, Alexander. Innovations and New Technologies (v2). — LULU, 2014. — ISBN 978-1-312-62280-7.

### Дополнительные источники
- фельетон о Болонкине и его процессе. // «Правда Бурятии» 12 октября 1978 .

## Комментарии
1. ↑  Все сведения о детских годах А. Болонкина и его семье восходят к его собственным публикациям. И в том, что касается судьбы отца он не всегда последователен. В одних мемуарах он говорит, что «отец погиб в 1936 г. в советско-японской стычке у Ханкин-Гола»[2] (очевидная ошибка распознавания текста, следует читать «Халхин-Гола», но заметим, что конфликт на реке Халхин-гол произошёл в 1939 году). В другой книге сказано «Отца в 1932 г. отправили в Китай на КВЖД вместе с воинской частью. <…> он [отец] был военным и погиб во время конфликта с японцами на КВЖД в 1933 г.»[3], что также вызывает вопросы, так основной конфликт на КВЖД был октябре-декабре 1929 года, к 1931 году Маньчжурия полностью перешла под контроль Японии и только сама дорога оставалась под контролем СССР до 1935 года. Неясно, что за части могли быть введены в контролируемую японцами Маньчжурию.
2. ↑  Это 1) объединение «самоиздатчиков»; 2) конспирация; 3) разделение труда; 4) строгая дисциплина; 5) развитие общества; 6) взимание членских взносов; 7) поддержка тех, кто способствует объективному информированию народа; 8) временность существования общества[8].
3. ↑  Покаяние Болонкина играло определённую роль в давлении на интернированного в Горьком академика А. Д. Сахарова. Сахаров многократно писал письма в поддержку Болонкина (15 августа 1978 обращение к участникам Международного математического конгресса в Хельсинки с призывом выступить в защиту Болонкина[15]; 15 января 1981 планировалось письмо Брежневу об амнистии (Болонкин назван четвёртым после Марченко, Щаранского и Стуса)[20]:375; 25 апреля 1981 написано ещё одно обращение[20]:195). 7 апреля 1982 в горьковскую квартиру Сахарова неожиданно пришёл Марк Ковнер, которому было позволено посещать академика, и сообщил, что вечером по телевизору в перерыве между таймами хоккея будет выступать некто Болонкин (Ковнер точно не знал, кто это, а передача не была объявлена в расписании, из чего Сахаров сделал вывод, что Ковнер действует по просьбе свыше). Передача называлась "Разоблачение фальшивки", Болонкин говорил о пагубном влиянии на него Солженицына, Сахарова, Твердохлебова и Ковалёва, упоминал их несколько раз[20]:397-398. 31 мая 1985 года в больнице высокопоставленный сотрудник КГБ Сергей Иванович Соколов [в беседе В. Тольца с В. Красиным сказано, что таким псевдонимом пользовался начальник 5-го управления КГБ СССР генерал-полковник Филипп Бобков[21]] пытался уломать Сахарова прекратить очередную голодовку: Соколов — Многие из тех, за кого Вы выступали, признали свои ошибки, раскаялись —  Болонкин, Бердник <...>. Сахаров — Сломленные люди. Иных из них били[20]:773.